# Dahmane Defnoun
Abderrahmane Defnoun est un footballeur international algérien né le 8 mai 1936 à Saint-Eugène (aujourd'hui Bologhine), près d'Alger en Algérie.

## Biographie
Dahmane Defnoun a débuté très jeune à l'AS Saint-Eugène avant d'opter pour l'OMSE. A 20 ans, il fait ses premiers pas dans le football professionnel à l'Olympique Alès où il est promu en séniors en 1956. Le club évolue alors en Division 2, mais se hisse la saison suivante en première division. Durant cette saison, il s'imposera comme titulaire dans la défense de son équipe. Même chose pour la saison suivante, puisqu'il participe en 1958 à trente-cinq matchs avec l'Olympique d'Alès, cependant l'équipe sera reléguée de nouveau en deuxième division.
En 1959, il ne jouera qu'un seul match avec l'Olympique d'Alès, et il sera ensuite transféré vers l'Angers SCO qui évolue en première division où il terminera la saison avec deux buts à son actif avant de s'envoler pour Tunis et ainsi rejoindre en 1960 l'équipe du FLN. Cette dernière représente le  Front de libération nationale, mouvement luttant pour l'indépendance de l'Algérie. Cette équipe non reconnue par les instances internationales du football, a joué de nombreux matchs amicaux.
Dès l'indépendance de l'Algérie en 1962, il retourne chez l'Angers SCO en première division française, club dans lequel il jouera cinquante matchs durant deux saisons. En 1964 il rentre en Algérie et signe au NA Hussein Dey, un club algérois avant de rallier Tizi Ouzou où il va évoluer une année en qualité d'entraîneur joueur de la JS Kabylie.
Dès 1963, il est sélectionné en équipe d'Algérie contre la Tchécoslovaquie. Il a porté le maillot algérien une douzaine de fois et a participé le 18 juin 1965 à Oran au match contre le Brésil  (0-3) avec Pelé en vedette. Son dernier match international, c'était contre le club roumain du Dinamo Bucarest en  1966.
En qualité de membre de l'équipe du FLN, Dahmane Defnoun est titulaire de l'Ordre du mérite du Football National Algérien,.

## Statistiques détaillées par saison
| Club           | Saison         | Championnat | Championnat | Coupe | Coupe | Total | Total |
| Club           | Saison         | App         | Buts        | App   | Buts  | App   | Buts  |
| -------------- | -------------- | ----------- | ----------- | ----- | ----- | ----- | ----- |
| Olympique Alès | D2 1956-57     | 4           | 0           | 1     | 0     | 5     | 0     |
| Olympique Alès | D1 1957-58     | 13          | 1           | 1     | 0     | 14    | 1     |
| Olympique Alès | D1 1958-59     | 35          | 1           | 2     | 0     | 37    | 1     |
| Olympique Alès | D2 1959-60     | 1           | 0           | 0     | 0     | 1     | 0     |
| Sous-Total     | 1956-1959      | 53          | 2           | 4     | 0     | 57    | 2     |
| Angers SCO     | D1 1959-60     | 33          | 2           | 5     | 0     | 38    | 2     |
| Angers SCO     | D1 1962-63     | 32          | 0           | 5     | 0     | 37    | 0     |
| Angers SCO     | D1 1963-64     | 28          | 0           | 5     | 0     | 33    | 0     |
| Sous-Total     | 1959-1964      | 93          | 2           | 15    | 0     | 108   | 2     |
| Total Carrière | Total Carrière | 146         | 4           | 19    | 0     | 165   | 4     |

## Palmarès
- Vainqueur du Championnat de France de deuxième division 1956-1957.